# بوستون، لینکلن‌شر
latitudeبوستون، لینکلن‌شرlongitudeبوستون، لینکلن‌شر
بوستون (به انگلیسی: Boston) یک شهرک بندری در ناحیه میدلند شرقی انگلستان است.
این شهرک که در شهرستان لینکلن‌شر قرار دارد در سال ۲۰۰۱ میلادی ۳۵٬۱۲۴ نفر و در سال ۲۰۱۱ میلادی ۶۴٬۶۳۷ نفر جمعیت داشته است.

## شهرهای خواهرخوانده
- – بوستون، ماساچوست (آمریکا)
- – لاوال (فرانسه)
- – هاکوسان (ژاپن)

## نگارخانه

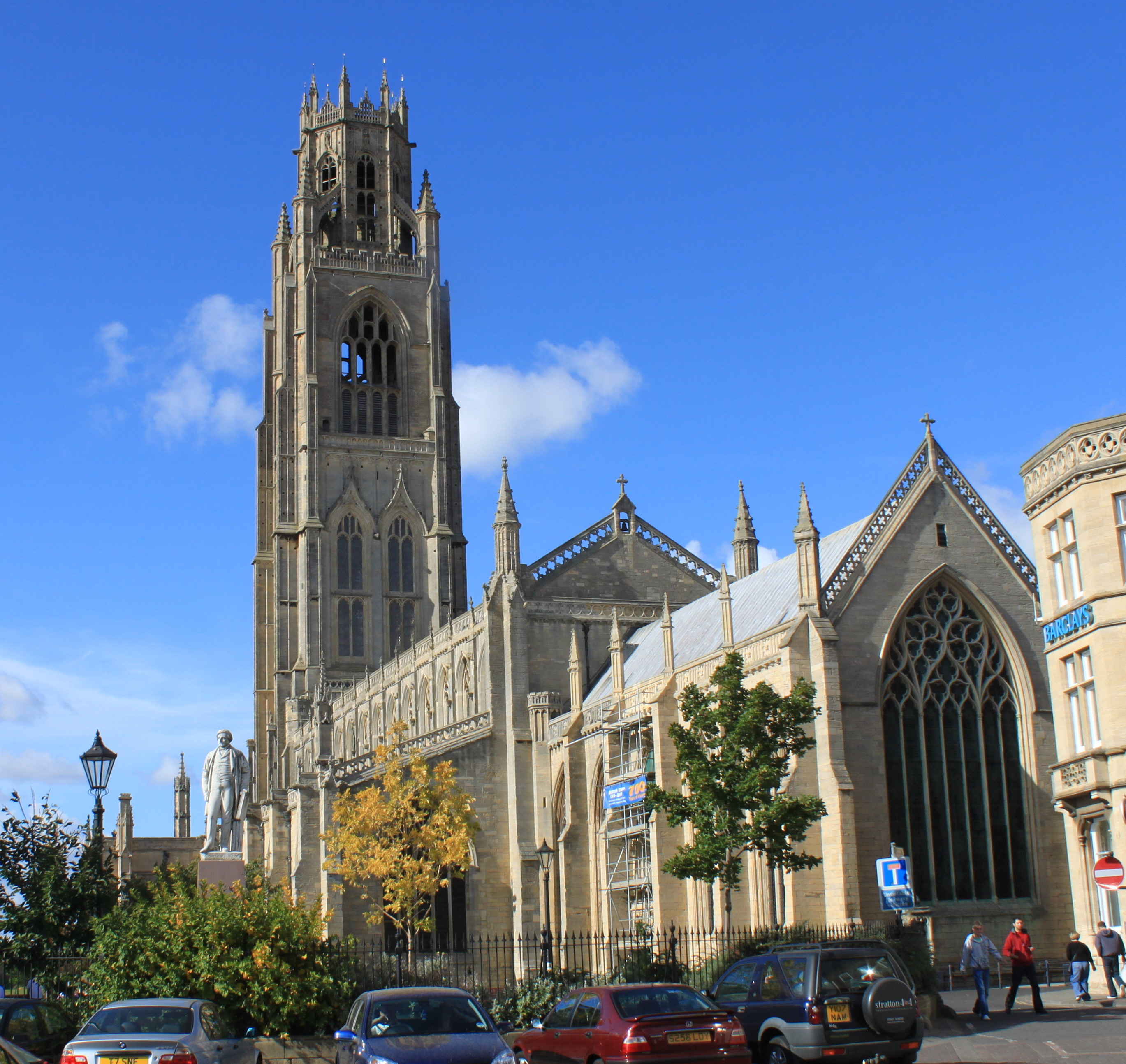
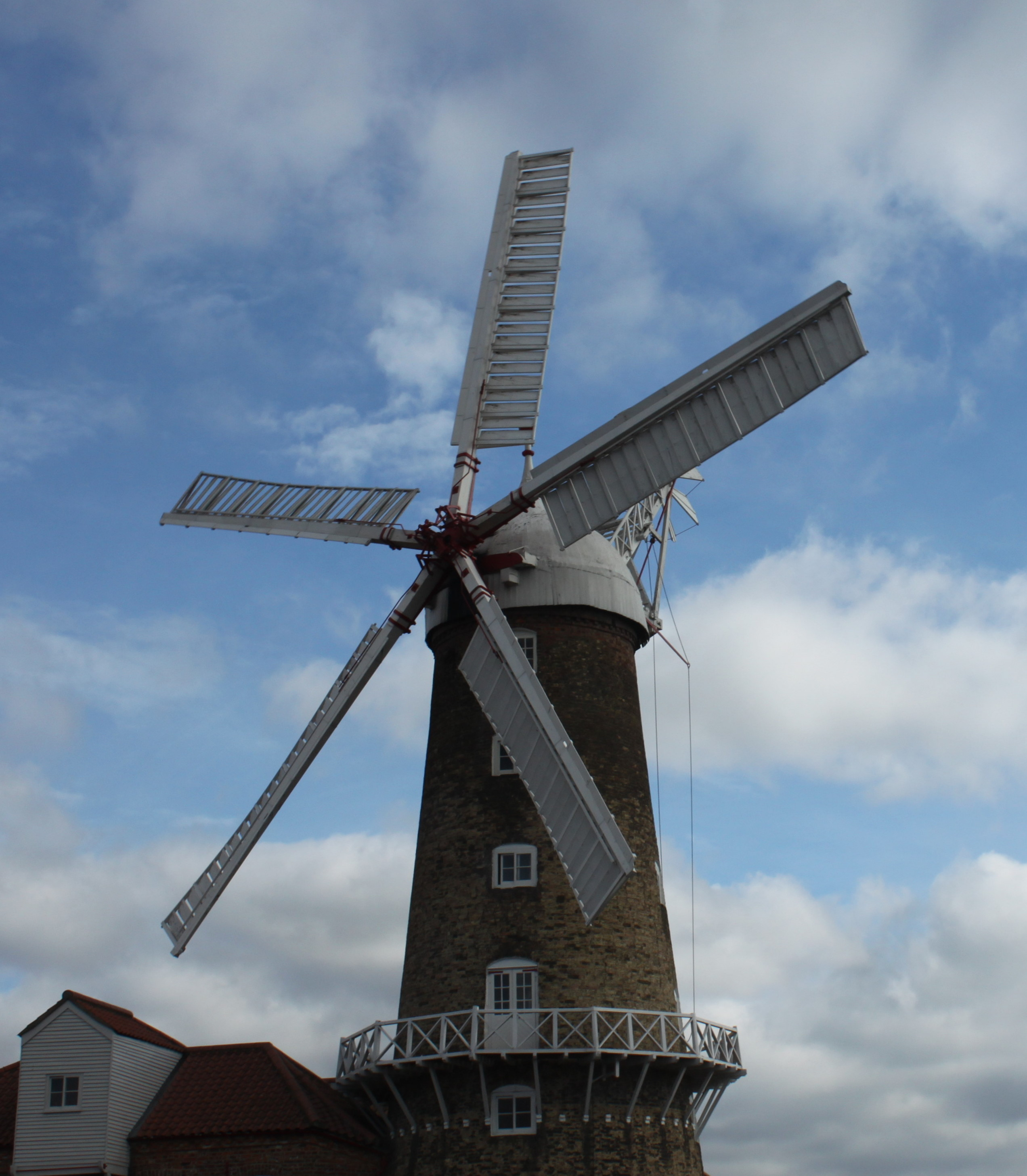
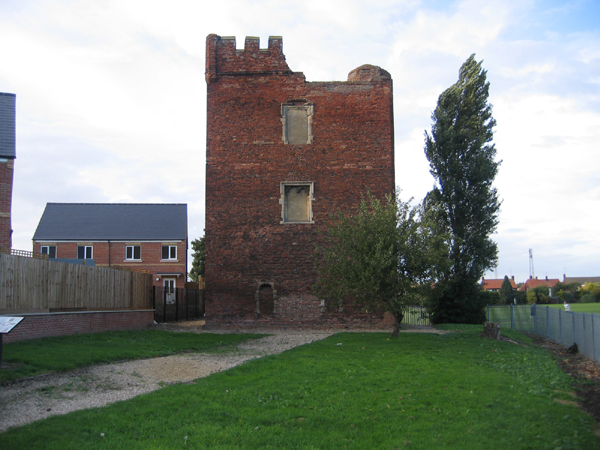
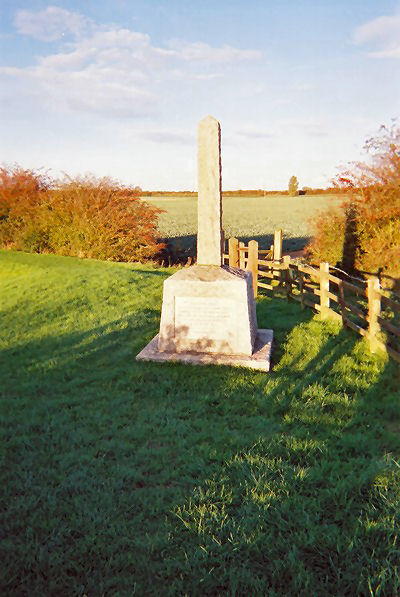